# 이정호 (1992년 4월)
이정호(李正浩, 1992년 4월 11일 ~ )은 전 KBO 리그 두산 베어스의 투수이자, 현 하남제일리틀야구단의 감독이다.

## 선수 시절

### 두산 베어스시절
2011년에 입단하였다.

## 야구선수 은퇴 후
2021년부터 하남제일리틀야구단의 감독으로 활동했다.